# Cheez-It Bowl 2018
Match précédent Match suivant
Le Cheez-It Bowl 2018 est un match de football américain de niveau universitaire joué après la saison régulière de 2018, le 26 décembre 2018 au Chase Field de Phoenix dans l'État de l'Arizona aux États-Unis. 
Il s'agit de la 30e édition du Cheez-It Bowl (Arizona) mieux connu auparavant sous le nom de Cactus Bowl.
Le match met en présence l'équipe des Horned Frogs de TCU issue de la Pacific-12 Conference et l’équipe des Golden Bears de la Californie issue de la Conférence Big 12.
Il débute vers 15 heures, heure locale et est retransmis à la télévision par ESPN.
Sponsorisé par la société Kellogg's, propriétaire de la marque Cheez-It (en), le match est officiellement dénommé le 2018 Cheez-It Bowl. 
Les Horned Frogs de TCU remportent en prolongation le match sur le score de 10 à 7.

## Présentation du match
| Équipes                                                                         | Conférences | Entraîneurs         | Stats. saison rég. | Classements avant le bowl CFP-AP-Coaches |
| ------------------------------------------------------------------------------- | ----------- | ------------------- | ------------------ | ---------------------------------------- |
| Golden Bears de la Californie                                                   | Pac-12      | Justin Wilcox (en)  | 7 - 5              | NC                                       |
| Horned Frogs de TCU                                                             | Big 12      | Gary Patterson (en) | 6 - 6              | NC                                       |
| Arbitre : Marc Curles (SEC) Équipe donnée favorite par les bookmakers : égalité |             |                     |                    |                                          |

Il s'agit de la première rencontre entre ces deux équipes.

### Horned Frogs de TCU
Avec un bilan global en saison régulière de 6 victoires et 6 défaites (4-5 en matchs de conférence), Texas Christian est éligible et accepte le 2 décembre l'invitation pour participer au Cheez-It Bowl de 2018.
Ils terminent 5e de la Big 12 Conference derrière #4 Oklahoma, #14 Texas, #25 Iowa State et #15 West Virginia.
À l'issue de la saison 2018 (bowl non compris), ils n'apparaissent pas dans les classements CFP, AP et Coaches.
Il s'agit de leur 2e participation au Cheez-It Bowl (Arizona) :
| Dates            | Saisons | Bowls                   | Adversaires    | Scores  | Résultats |
| ---------------- | ------- | ----------------------- | -------------- | ------- | --------- |
| 29 décembre 2012 | 2012    | Buffalo Wild Wings Bowl | Michigan State | 17 - 16 | D, 0 - 1  |

| Poste       | Joueur          | Statistiques                                                    |
| ----------- | --------------- | --------------------------------------------------------------- |
| Quarterback | Shawn Robinson  | 124/204 passes réussies pour 1334 yards, 9 TDs, 8 interceptions |
| Coureur     | Darius Anderson | 124 courses pour 598 yards nets gagnés et 3 TDs                 |
| Receveur    | Jalen Reagor    | 72 réceptions pour 1061 yards et 9 TDs                          |

### Golden Bears de la Californie
Avec un bilan global en saison régulière de 7 victoires et 5 défaites (4-5 en matchs de conférence), California est éligible et accepte, le 2 décembre, l'invitation pour participer au Cheez-It Bowl de 2018.
Ils terminent 5e de la North Division de la Pacific-12 Conference derrière #9 Washington, #12 Washington State, Stanford et Oregon.
À l'issue de la saison 2018 (bowl non compris), ils n'apparaissent pas dans les classements CFP, AP et Coaches.
Il s'agit de leur 3e participation au Cheez-It Bowl (Arizona) : 
| Dates            | Saisons | Bowls        | Adversaires   | Scores  | Résultats |
| ---------------- | ------- | ------------ | ------------- | ------- | --------- |
| 31 décembre 1990 | 1990    | Copper Bowl  | Wyoming       | 17 - 15 | V, 1 - 0  |
| 26 décembre 2003 | 2003    | Insight Bowl | Virginia Tech | 52 - 49 | V, 2 - 0  |

| Poste       | Joueur          | Statistiques                                                     |
| ----------- | --------------- | ---------------------------------------------------------------- |
| Quarterback | Chase. Garbers  | 147/214 passes réussies pour 1413 yards, 14 TDs, 7 interceptions |
| Coureur     | Patrick Laird   | 216 courses pour 932 yards nets gagnés et 5 TDs                  |
| Receveur    | Vic Wharton III | 50 réceptions pour 502 yards et 1 TD                             |

## Résumé du match
Résumé et photo sur la page du site francophone The Blue Pennant.
Début du match à 7 h 05, fin à 10 h 27  pour une durée totale de jeu de 3 h 22 min.
Joué en indoors. 
| QT          | Temps       | Drive       | Drive       | Drive       | Équipe      | Description de l'action                                                                                | Score | Score |
| QT          | Temps       | Jeux        | Yards       | TDP         | Équipe      | Description de l'action                                                                                | CAL   | TCU   |
| ----------- | ----------- | ----------- | ----------- | ----------- | ----------- | --- | ----- | ----- |
| 1           | 04:3        | 2           | 34          | 00:29       | CAL         | TD à la suite d'une course de 4 yards par QB Chase Garbers + 1 point de conversion par K. Greg Thomas  | 7     | 0     |
| 3           | 00:03       | 7           | 33          | 3:59        | TCU         | TD à la suite d'une course de 1 yard par RB Sewo Olonilua + 1 point de conversion par K. Jonathan Song | 7     | 7     |
| ET1         | -           | 10          | 15          | -           | TCU         | FG de 27 yards par K. Jonathan Song                                                                    | 10    | 7     |
| Score final | Score final | Score final | Score final | Score final | Score final | Score final                                                                                            | 7     | 10    |

## Statistiques
| Système | Nom             | Équipe     | Poste |
| ------- | --------------- | ---------- | ----- |
| Attaque | Sewo Olonilua   | TCU        | RB    |
| Défense | Jaylinn Hawkins | California | S     |

| Statistiques                           | CAL                                                   | TCU                                                   |
| -------------------------------------- | ----------------------------------------------------- | ----------------------------------------------------- |
| 1er down                               | 14                                                    | 16                                                    |
| 1er down à la course                   | 6                                                     | 14                                                    |
| 1er down à la passe                    | 8                                                     | 2                                                     |
| 1er down suite pénalité                | 0                                                     | 0                                                     |
| Conversion de 3e down                  | 4/14                                                  | 5/17                                                  |
| Conversion de 4e down                  | 0/0                                                   | 1/3                                                   |
| Jeux–yards                             | 63 jeux pour 264 yards                                | 80 jeux pour 290 yards                                |
| Yards à la course                      | 30 courses pour 100 yards moyenne de 3,3 yards/course | 59 courses pour 262 yards moyenne de 4,4 yards/course |
| Yards à la passe                       | 164                                                   | 28                                                    |
| Passes : Réussies-Tentées-Interceptées | 17/33 passes complétées, 5 interception               | 8/21 passes complétées, 4 interception                |
| Réussite en zone rouge/chances         | 1/2                                                   | 2/2                                                   |
| TD                                     | 1                                                     | 1                                                     |
| Field Goals                            | 0                                                     | 1                                                     |
| Sacks (Nombre-Yards)                   | 2 pour 16 yards adverses perdus                       | 5 pour 22 yards adverses perdus                       |
| Fumbles (Nombre/Perdus)                | 0/0                                                   | 0/0                                                   |
| Pénalités (Nombre/Yards perdus)        | 3 pour 20 yards perdus                                | 3 pour 30 yards perdus                                |
| Temps de possession                    | 25:13                                                 | 34:47                                                 |

| Quarterbacks        | Quarterbacks    | Quarterbacks                                                                                  |
| ------------------- | --------------- | --------------------------------------------------------------------------------------------- |
| CAL                 | Garbers, Chase  | 12/19 passes complétées, 93 yards, 3 interceptions,0 TD, 4 sacks subis, évaluation QB de 72,7 |
| CAL                 | Forrest, Chase  | 5/14 passes complétées, 71 yards, 2 interceptions,0 TD, 1 sack subi, évaluation QB de 49,7    |
| TCU                 | Muehlstein, G.  | 7/20 passes complétées, 27 yards, 4 interceptions, 0 TD, 1 sack subi, évaluation QB de 6,3    |
| TCU                 | Rogers, Justin  | 1/1 passe complétée, 1 yards, 4 interceptions, 0 TD, 1 sack subi, évaluation QB de 108,4      |
| Meilleurs coureurs  |                 |                                                                                               |
| CAL                 | Brown Jr., Chri | 14 courses pour 57 yards nets gagnés, 0 TD, moyenne de 4,1 yards/course                       |
| TCU                 | Olonilua, Sewo  | 32 courses pour 194 yards nets gagnés, 1 TD, moyenne de 6,1 yards/course                      |
| Meilleurs receveurs |                 |                                                                                               |
| CAL                 | Remigio, Nikko  | 5 réceptions pour 21 yards gagnés, 0 TD                                                       |
| TCU                 | Meeking, N.     | 2 réceptions pour 4 yards gagnés, 0 TD                                                        |
| Meilleurs tacklers  |                 |                                                                                               |
| CAL                 | Kunaszyk, Jorda | 14 tacles dont 10 en solo, 1 interception                                                     |
| TCU                 | Johnson, Jawuan | 7 tacles dont 3 en solo, 1 TFL (3 yards), 1 interception                                      |